# A kígyó csókja
A kígyó csókja (eredeti cím: The Serpent's Kiss) 1997-ben bemutatott brit romantikus filmdráma Philippe Rousselot rendezésében, Ewan McGregor, Greta Scacchi és Pete Postlethwaite főszereplésével.

## Szereplők
| Színész            | Szerep            | Magyar hang    |
| ------------------ | ----------------- | -------------- |
| Ewan McGregor      | Meneer Chrome     | Dévai Balázs   |
| Greta Scacchi      | Juliana           | Kubik Anna     |
| Pete Postlethwaite | Thomas Smithers   | Kristóf Tibor  |
| Richard E. Grant   | James Fitzmaurice | Háda János     |
| Carmen Chaplin     | Thea / Anna       | Németh Borbála |
| Donal McCann       | orvos             | Láng József    |
| Charley Boorman    | titkár            |                |
| Gerard McSorley    | Mr. Galmoy        |                |
| Britta Smith       | Mrs. Galmoy       |                |
| Pat Laffan         | Pritchard         |                |

## Fordítás
- Ez a szócikk részben vagy egészben  a   The_Serpent's_Kiss című angol Wikipédia-szócikk fordításán alapul.  Az eredeti cikk szerkesztőit annak laptörténete sorolja fel. Ez a jelzés csupán a megfogalmazás eredetét és a szerzői jogokat jelzi, nem szolgál a cikkben szereplő információk forrásmegjelöléseként.